# Aleksandr Min
Aleksandr Pawłowicz Min (ros. Александр Павлович Мин, ur. 28 listopada?/11 grudnia 1915 we wsi Czer-San-Do w powiecie olgińskim w obwodzie nadmorskim (obecnie nie istnieje; terytorium rejonu szkotowskiego w Kraju Nadmorskim), zm. 9 lipca 1944 k. Parydub) – radziecki wojskowy, kapitan, uhonorowany pośmiertnie tytułem Bohatera Związku Radzieckiego (1945), pierwszy Koreańczyk nagrodzony tym tytułem.

## Życiorys
Do 1932 skończył 10 klas szkoły, a w 1936 rabfak (fakultet robotniczy) Dalekowschodniego Uniwersytetu Państwowego, po czym został nauczycielem języka rosyjskiego w koreańskiej szkole na wyspie Putiatina (Kraj Nadmorski). Jesienią 1937 wraz z rodziną został deportowany do Kazachstanu, gdzie następnie pracował jako rachmistrz w truście w Aralsku. Później od września 1938 do maja 1941 studiował w Saratowskim Instytucie Kredytowo-Ekonomicznym, w maju 1941 został powołany do Armii Czerwonej i został żołnierzem 511 samodzielnego batalionu budowlanego. Od lipca 1941 uczestniczył w wojnie ZSRR z Niemcami jako szeregowiec 150 samodzielnego batalionu budowlanego, brał udział w bitwie pod Moskwą, we wrześniu 1942 skończył kursy młodszych dowódców przy 13 Armii. Od września 1942 do stycznia 1944 był młodszym adiutantem batalionu, następnie dowódcą batalionu 605 pułku piechoty, otrzymał stopień kapitana. Od września 1942 do marca 1943 walczył na Froncie Briańskim, od marca do października 1943 Froncie Centralnym, w październiku 1943 Woroneskim, od października do listopada 1943 1 Ukraińskim, od grudnia 1943 do lutego 1944 Białoruskim, a od marca do kwietnia 1944 2 Białoruskim. Brał udział w operacji woronesko-kastorneńskiej i charkowskiej, bitwie pod Kurskiem, operacji orłowskiej, czernihowsko-prypeckiej, kijowskiej, kalinkowicko-mozyrskiej i białoruskiej. 26 stycznia 1943 został lekko ranny. Szczególnie wyróżnił się podczas operacji białoruskiej jako dowódca batalionu 605 pułku piechoty 132 Dywizji Piechoty 47 Armii. W walkach o Kowel 4-5 lipca 1944 dowodzony przez niego batalion odparł 3 kontrataki wroga i zdobył wieś Stare Koszary w rejonie kowelskim. 9 lipca 1944 poległ podczas przełamywania silnie ufortyfikowanej obrony przeciwnika k. wsi Paryduby.

## Upamiętnienie
Jego imieniem nazwano ulicę w Taszkencie i sad w Akkurganie w obwodzie taszkenckim. We wsi Burył w obwodzie żambylskim i w Alei Bohaterów Riazańskiej Wyższej Dowódczej Szkoły Powietrznodesantowej ustawiono jego popiersia. Na ścianie szkoły nr 254 na wyspie Putiatina umieszczono poświęconą mu tablicę pamiątkową.

## Odznaczenia
- Złota Gwiazda Bohatera Związku Radzieckiego (pośmiertnie, 24 marca 1945)
- Order Lenina (pośmiertnie, 24 marca 1945)
- Order Aleksandra Newskiego (9 lutego 1944)
- Order Wojny Ojczyźnianej I klasy (pośmiertnie, 26 lipca 1944)
- Order Wojny Ojczyźnianej II klasy (20 września 1943)
- Order Czerwonej Gwiazdy (25 lipca 1943)